# Jacques Rouché

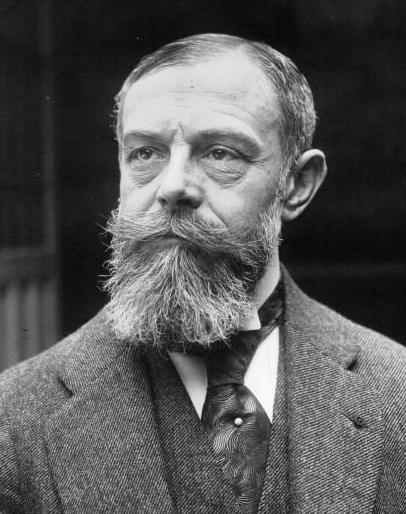
Jacques Rouché (1914)

Jacques Rouché (* 16. November 1862 in Lunel; † 9. November 1957 in Paris) war ein französischer Herausgeber und Operndirektor.
Der Sohn des Mathematikers Eugène Rouché war 1889 Leiter des Kommissariats der Weltausstellung und wurde für diese Tätigkeit im Alter von 27 Jahren als Mitglied der Ehrenlegion ausgezeichnet. Zur gleichen Zeit verfasste er Theaterstücke sowie einen Essay zur Reform der Schauspielausbildung. Auf einer Reise nach Bayreuth und Wien studierte er die Bühnentechnik der dortigen Theater. 1893 heiratete er die Tochter des Parfümfabrikanten Piver. Er modernisierte das Unternehmen und erwirtschaftete ein beträchtliches Vermögen.
1907 erwarb er die von Fernand Labori gegründete Grand Revue, die er zu einem bedeutenden kulturellen Publikationsorgan machte. Hier veröffentlichten Autoren wie André Gide, Gabriele D’Annunzio, George Bernard Shaw, Jean Giraudoux, Jules Renard, Victor Margueritte, Paul Verhaeren und Alain-Fournier. Als Kritiker wirkten Maurice Denis und George Desvallières (Malerei), Léon Blum und Jacques Copeau (Theater), Romain Rolland und Louis Laloy (Musik) sowie André Suarès (Literatur) und Gaston Doumergue (Politik) mit.
Illustratoren war Künstler wie René-Xavier Prinet, Bernard Naudin, Félix Vallotton, Maurice Denis, Georges Delaw und George Desvallières. Rouché leitete die Zeitschrift bis 1939.
Von 1910 bis 1913 leitete er das Théâtre des arts (heute Théâtre Hébertot). Hier führte er Theaterstücke, Ballette und Opern auf. Als Bühnenbildner und -maler gewann er Künstler wie Maxime Dethomas, Jacques Drésa, René Piot, André Dunoyer de Segonzac, Georges d’Espagnat, Charles Guérin und André Hellé. Für eine Aufführung des Ballets Russes wurden Musik von Vincent d’Indy, Florent Schmitt, Paul Dukas und Maurice Ravel und Gemälde von George Desvallières, Maxime Dethomas, René Piot und Jacques Drésa eingesetzt. Für eine Aufführung von Dostojewskis Die Brüder Karamasow (nach Gide) arbeiteten Jacques Copeau, Charles Dullin und Louis Jouve zusammen.
1913 wurde Rouché die Leitung der Pariser Oper übertragen. In die Reform des Hauses nach seinen Vorstellungen investierte er 20 Millionen Franc aus seinem Privatvermögen. Auf einer Europareise 1914 traf er mit Max Reinhardt und Richard Strauss, Konstantin Sergejewitsch Stanislawski, Sergei Rachmaninow, Alexandre Benois und Adolphe Apia zusammen. Zur Eröffnung des Opernhauses brach der Erste Weltkrieg aus, dennoch entstanden u. a. Aufführungen von Igor Strawinskis Les Abeilles (im Bühnenbild von Maxime Dethomas) und Jean-Philippe Rameaus Castor et Pollux. 1924 wurde Rouché in die Académie des Beaux-Arts gewählt.
Zwischen den Weltkriegen fanden an der Oper Ur- und Erstaufführungen  u. a. von Albert Roussels Padmâvatî, Richard Strauss’ Rosenkavalier, Giacomo Puccinis Turandot, Henri Rabauds Mârouf, savetier du Caire, Vittorio Rietis La Tour de feu, George Enescus Œdipe, Maurice Ravels L’enfant et les sortilèges, Darius Milhauds Médée, Claude Debussys Petite Suite, Gabriel Piernés Cydalise et le Chèvre-pied, Georges Hües Siang Sin und Henri Sauveplanes L’Orchestre en liberté statt. Weiterhin wurden Kompositionen von Georges Auric, Arthur Honegger, Francis Poulenc, Henri Sauguet, Florent Schmitt, Werner Egk, Manuel de Falla, Gian Francesco Malipiero, Sergei Prokofjew und anderen gespielt.
Rouché holte auch auswärtige Orchester und Dirigenten in das Haus. So fand 1932 eine Aufführung von Wagners Tristan und Isolde mit den Berliner Philharmonikern unter Wilhelm Furtwängler mit Lauritz Melchior in der Titelrolle statt.
Während der Besatzungszeit kam die Oper unter den Einfluss der nationalsozialistischen Kulturpolitik, auf dem Spielplan standen jetzt bevorzugt die Opern von Wagner (u. a. 1941 unter Leitung von Herbert von Karajan). Gemäß den Rassegesetzen musste Rouché 1940 dreißig Mitarbeiter entlassen, deren Gehälter er jedoch bis 1942 weiter zahlte. In dieser Zeit entstanden Ballettproduktionen wie Le Chevalier et la Damoiselle von Philippe Gaubert, Les Animaux modèles von Francis Poulenc, Suite en blanc von Édouard Lalo oder Guignol et Pandore von André Jolivet sowie Aufführungen der Opern La damnation de Faust von Hector Berlioz, Thaïs und Manon von Jules Massenet, Faust von Charles Gounod, Samson et Dalila von Camille Saint-Saëns, Mârouf von Henri Rabaud und Le roi d’Ys von Édouard Lalo.
Nach dem Krieg wurde Rouché vor Gericht gestellt, jedoch bald rehabilitiert. Er legte die Leitung der Pariser Oper nieder und lebte bis zu seinem Tode zurückgezogen in seiner Pariser Wohnung.

## Schriften
- L’Art Théatral Moderne, Paris 1910

## Ausstellung in der Oper von Paris
Organisiert von der Bibliothèque nationale de France, fand vom 5. Juni bis zum 30. September 2007 eine Rouché gewidmete Ausstellung in der Oper von Paris mit dem Titel  « La modernité à l’Opéra : Jacques Rouché (1914–1945) » statt.